# Парк Ерам
Ерам — найбільший парк розваг в Ірані, створений у 1972 Ассадоллою Хорамом, ім'я якого він носив до 1979. Розташований в Тегерані і займає площу 70 га.
Складається з двох луна-парків і включає 28 об'єктів з більш ніж 120 атракціонами для дорослих і дітей, Тегеранський зоопарк, озеро для занять академічним веслуванням, плаванням на каное і каяках, воднолижним спортом. Тут також розташовані різні ресторани, кафе та фаст-фуди.